# Timberwood Park, Texas
Timberwood Park là một nơi ấn định cho điều tra dân số (CDP) thuộc quận Bexar, tiểu bang Texas, Hoa Kỳ. Năm 2010, dân số của nơi này là 13447 người.

## Dân số
- Dân số năm 2000: 5889 người.
- Dân số năm 2010: 13447 người.